# 莱塞克雷讷
莱塞克雷讷（法語：Les Écrennes，法語發音：[le.z‿ekʁɛn] ⓘ）是法国塞纳-马恩省的一个市镇，属于默伦区。

## 地理
莱塞克雷讷（48°30'12"N, 2°51'32"E）面积18.54 平方千米，位于法国法蘭西島大區塞纳-马恩省，该省份为法国北部内陆省份，北起瓦兹省，西接埃松省、马恩河谷省、塞纳-圣但尼省和瓦兹河谷省，南至卢瓦雷省，东南接约讷省，东临马恩省和奥布省，东北接埃纳省。
与莱塞克雷讷接壤的市镇（或旧市镇、城区）包括：庞富、布里地区瓦朗斯、拉沙佩勒戈捷、布里地区勒沙泰勒、埃舒布兰、丰特纳耶。

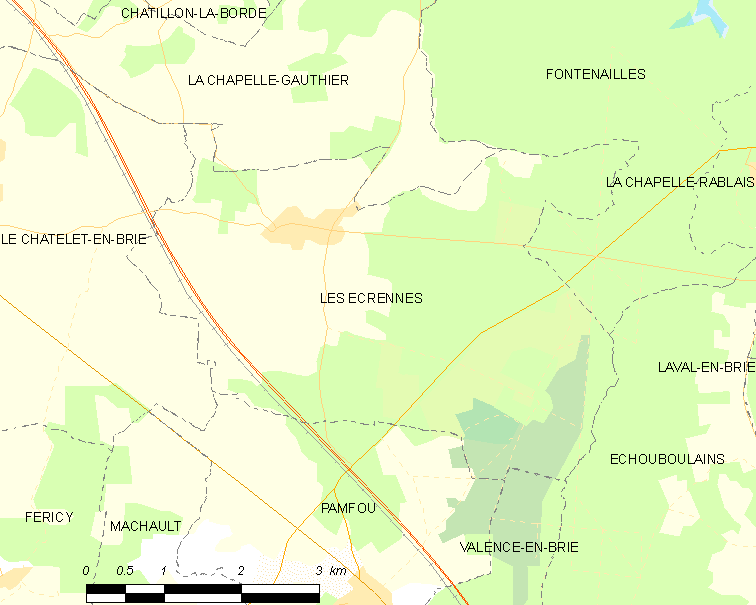
莱塞克雷讷的OSM定位图

莱塞克雷讷的时区为UTC+01:00、UTC+02:00（夏令时）。

## 行政
莱塞克雷讷的邮政编码为77820，INSEE市镇编码为77165。

## 政治
莱塞克雷讷所属的省级选区为楠日县。

## 人口

1962-2008年间莱塞克雷讷人口变化图示

莱塞克雷讷于2022年1月1日时的人口数量为619人。